# China Huarong
Компания по управлению активами China Huarong Co., Lts. известная, как China Huarong (кит. 中国华融, пиньинь Zhōngguó Huáróng, палл. Чжунго Хуажун) — крупнейшая финансовая компания по управлению активами в Китае по размеру активов с акцентом на управление проблемными долгами. Это одна из четырёх компаний по управлению активами, учреждённых правительством КНР в 1999 году в ответ на Азиатский финансовый кризис 1997 года.

## История
11 ноября 1999 года China Huarong была зарегистрирована в Пекине, как корпорация по управлению активами China Huarong (кит. 中国华融资产管理公司), став одной из четырёх компаний по управлению активами, утверждённых государственным Советом КНР. В 2000 году China Huarong начала приобретать просроченные кредиты в юанях, 407,696 млн от промышленного и коммерческого банка Китая. Позднее, в 2012 году, компания стала обществом China Huarong Asset Management Co., Ltd. (кит. 中国华融资产管理股份有限公司).
В августе 2014 года China Huarong представила семь стратегических инвесторов, в том числе Warburg Pincus, CITIC Securities, Khazanah Nasional, China International Capital Corporation, COFCO Group, Fosun International и Goldman Sachs. Министерство финансов КНР осталось контролирующим акционером, а China Life Insurance увеличила свой пакет акций.
В октябре 2015 года China Huarong получила $17,8 млрд путём первичного публичного предложения (IPO) акций, предложив 5,77 млрд своих акций через Гонконгскую фондовую биржу.

## Филиалы
- Международная финансовая компания Huarong (SEHK: 993)

## Инвестиции в акционерный капитал
- Baiyin Nonferrous (англ. Baiyin Nonferrous) — 0,30 %
- Fenxi Mining Industry Group
- Taiyuan Coal Gasification Group (англ. Taiyuan Coal Gasification Group) — 2,46 %
- Xinjiang Ba Yi Iron and Steel Group (англ. Xinjiang Ba Yi Iron and Steel) — 7,95 %
- Fullshare Holdings (англ. Fullshare Holdings) — 9,88 % (косвенно)[6]